# روبرت سيدلاسيك
روبرت ميدلاسيك (بالألمانية: Robert Sedlacek)‏، حكم كرة قدم نمساوي دولي سابق. و قد حكم في كأس الخليج 1994، وقد أدار مباراة منتخب السعودية لكرة القدم ومنتخب البحرين لكرة القدم في 10 نوفمبر 1994، وقد أدار مباراة منتخب قطر لكرة القدم ومنتخب البحرين لكرة القدم في 15 نوفمبر 1994.

## وصلات خارجية
- روبرت سيدلاسيك على موقع Soccerway.com (الإنجليزية)
- روبرت سيدلاسيك على موقع عالم كرة القدم.نت (الإنجليزية)